# Stephen Spragg
Stephen Spragg is een Amerikaans honkballer. Hij kwam eerder in actie voor de Augusta State University in Georgia, maar begon zijn profloopbaan bij Washington Wild Things, een van de teams uit de Amerikaanse Independant Leagues. In de Frontier League wierp hij in 2005 in bijna zestig innings 56 keer drie slag en slechts vijftien keer vier wijd. Bovendien verdiende hij twaalf saves, won hij vier wedstrijden en verloor hij er twee. Spragg eindigde het seizoen met een verdiende puntengemiddelde van 2.72.
Zijn prestaties bleven niet onopgemerkt. Na afloop van het seizoen 2005 werd Spragg uitgenodigd voor een tweedaagse try-out in Chicago bij San Diego Padres. Vooral omdat deze Major League-organisatie in hem een goede submarine-werper zagen. De zijwaarts gooiende pitcher verdiende een contract en zou in eerste instantie beginnen bij Fort Wayne Wizards (Class A). Maar vlak voor de start van het seizoen werd Spragg door zijn club alweer ontslagen.
Spragg keerde terug bij Wild Things in de Frontier League. Opnieuw speelde hij een belangrijke rol voor zijn team, die in 2006 voor de vierde keer beslag legde op de East Division Crown. Ditmaal behaalde Spragg vier saves, 37 strikeouts en 33 vrije lopen in 43 wedstrijden en een verdiende puntengemiddelde van 2.09. Dat was op een na de beste uit de competitie. Overigens was de pitcher lange tijd op weg naar het beste ERA in de Frontier League, want een maand voor het einde van de competitie had hij nog een gemiddelde van 0.97. In de laatste tien wedstrijden moest hij echter nog enkele punten incasseren. Spragg won nu zes wedstrijden en verloor er zeven. Eind november van het vorige jaar werd Spragg geruild met Gary SouthShore RailCats. Dit team begint nu zonder Spragg in mei met de competitie.
Spragg werd geboren vlak nadat zijn ouders waren verhuisd van Groot-Brittannië naar Canada. Daardoor heeft de werper de beschikking over een dubbele nationaliteit, de Britse en de Canadese. Doordat hij een Europees paspoort heeft, mag HCAW nog een buitenlandse speler zonder Europees paspoort aantrekken.